# Esiliiga 2022
L'Esiliiga 2022 è stata la 32ª edizione della seconda divisione del campionato di calcio estone. Il campionato si è disputato tra il 3 marzo e il 13 novembre 2022 ed è stato vinto dall'Harju Laagri per la prima volta nella sua storia.

## Stagione

### Novità
Dalla Meistriliiga 2021 è retrocesso il Tulevik Viljandi (per rinuncia, al posto del Vaprus Pärnu ultimo classificato), mentre dall'Esiliiga B sono stati promossi il Viimsi, l'Harju Laagri e l'Alliance Ida-Virumaa. Queste squadre sostituiscono il Kalev Tallinn promosso in Meistriliiga e le retrocesse in Esiliiga B Tammeka Tartu Under-21 e Welco Tartu. Un ulteriore cambiamento è stata la riammissione del Pärnu JK, inizialmente retrocesso dopo spareggio, al posto del Maardu che, rinunciando sia alla promozione in Meistriliiga sia all'iscrizione in Esiliiga, riparte dalla II Liiga.

### Formula
Le 10 squadre partecipanti si affrontano in un doppio girone di andata e ritorno, per un totale di 36 giornate. La squadra prima classificata viene promossa in Meistriliiga, mentre la seconda disputa uno spareggio contro la penultima della Meistriliiga. Sono escluse dalla possibilità di promozione le formazioni Under-21. Le ultime due classificate retrocedono direttamente in Esiliiga B, mentre l'ottava classificata disputa uno spareggio contro la terza dell'Esiliiga B.

### Avvenimenti
L'Harju Laagri ha conquistato la promozione con due turni di anticipo e ha poi vinto il campionato nella giornata successiva, battendo in casa 4-0 il Pärnu JK e distanziando definitivamente il Levadia Tallinn Under-21.

## Squadre partecipanti
| Club                 | Città        | Stadio                      | Posizione 2021                                    |
| -------------------- | ------------ | --------------------------- | ------------------------------------------------- |
| Alliance Ida-Virumaa | Kohtla-Järve | K.J. Spordikeskuse Staadion | 3º posto in Esiliiga B                            |
| Elva                 | Elva         | Elva Linnastaadion          | 6º posto in Esiliiga                              |
| Flora Tallinn U21    | Tallinn      | Sportland Arena             | 5º posto in Esiliiga                              |
| Harju Laagri         | Laagri       | Laagri Kunstmurustaadion    | 2º posto in Esiliiga B                            |
| Levadia Tallinn U21  | Tallinn      | Maarjamäe Staadion          | 7º posto in Esiliiga                              |
| Nõmme United         | Tallinn      | Männiku Staadion            | 4º posto in Esiliiga                              |
| Paide U21            | Paide        | Paide Linnastaadion         | 3º posto in Esiliiga                              |
| Pärnu JK             | Pärnu        | Pärnu Rannastaadion         | 8º posto in Esiliiga, riammesso                   |
| Tulevik Viljandi     | Viljandi     | Viljandi Linnastaadion      | 8º posto in Meistriliiga, retrocesso per rinuncia |
| Viimsi               | Viimsi       | Viimsi KK Staadion          | 1º posto in Esiliiga B                            |

## Classifica finale
|   | Pos. | Squadra              | Pt | G  | V  | N | P  | GF | GS  | DR  |
| - | ---- | -------------------- | -- | -- | -- | - | -- | -- | --- | --- |
|   | 1.   | Harju Laagri         | 76 | 36 | 24 | 4 | 8  | 97 | 46  | +51 |
| + | 2.   | Levadia Tallinn U21  | 68 | 36 | 21 | 5 | 10 | 85 | 45  | +40 |
|   | 3.   | Elva                 | 66 | 36 | 20 | 6 | 10 | 76 | 52  | +24 |
|   | 4.   | Viimsi               | 63 | 36 | 20 | 3 | 13 | 76 | 40  | +36 |
| + | 5.   | Flora Tallinn U21    | 62 | 36 | 19 | 5 | 12 | 88 | 52  | +36 |
|   | 6.   | Nõmme United         | 60 | 36 | 18 | 6 | 12 | 79 | 56  | +23 |
| + | 7.   | Paide U21            | 52 | 36 | 17 | 1 | 18 | 75 | 88  | -13 |
|   | 8.   | Alliance Ida-Virumaa | 27 | 36 | 8  | 3 | 25 | 29 | 105 | -76 |
|   | 9.   | Tulevik Viljandi     | 23 | 36 | 6  | 5 | 25 | 28 | 102 | -74 |
|   | 10.  | Pärnu JK             | 20 | 36 | 4  | 8 | 24 | 30 | 77  | -47 |

Legenda:

      Promossa in Meistriliiga 2023

 Ammessa agli spareggi promozione o retrocessione

      Retrocessa in Esiliiga B 2023

+ squadra ineleggibile per la promozione.
Note:

Tre punti a vittoria, uno a pareggio, zero a sconfitta.
La classifica viene stilata secondo i seguenti criteri:
- Punti conquistati
- play-off (solo per decidere la squadra campione)
- Meno partite perse a tavolino
- Partite vinte
- Punti conquistati negli scontri diretti
- Differenza reti negli scontri diretti
- Differenza reti generale
- Reti totali realizzate
- Fair-play ranking

## Spareggi

### Play-off
|            | Risultati |            | Luogo e data              |
| ---------- | --------- | ---------- | ------------------------- |
| Elva       | 0 - 3     | TJK Legion | Elva, 23 novembre 2022    |
| TJK Legion | 0 - 1     | Elva       | Tallinn, 27 novembre 2022 |
|            |           |            |                           |

### Play-out
|                      | Risultati |                      | Luogo e data                   |
| -------------------- | --------- | -------------------- | ------------------------------ |
| Alliance Ida-Virumaa | 3 - 3     | Kalev Tallinn U21    | Kohtla-Järve, 16 novembre 2022 |
| Kalev Tallinn U21    | 0 - 1     | Alliance Ida-Virumaa | Tallinn, 20 novembre 2022      |
|                      |           |                      |                                |